# Гривастий вовк
Гривастий вовк (Chrysocyon brachyurus) — хижий ссавець із родини псових (Canidae). Населяє луки та чагарникові площі центральної частини Латинської Америки. Діапазон поширення займає приблизно 5 млн км². Країни поширення: пн. Аргентина, Болівія, Бразилія, Парагвай, сх. Перу. Чисельність гривастого вовка було приблизно оцінена в 2005. Загальна популяція: ≈ 17000 тварин, у тому числі 15 849 в Бразилії, 487 — в Аргентині і 613 — в Парагваї, у Перу — < 40. У Болівії — < 1000 тварин.

## Морфологія
Морфометрія. Довжина голови й тіла: 950—1320 мм, хвіст: 280—490 мм, висота в плечах: 740—900 мм, вага: 20—26 кг.
Опис. Будова тіла струнка; ноги довгі та стрункі. Загальне забарвлення жовто-червоне. Волосся вздовж задньої частини шиї та посередині спини особливо довге й може бути темного кольору. Мордочка та нижні частини ніг також темні, майже чорні. Горло і розпушений кінець хвоста можуть бути білими. Шерсть досить довга, трохи м'якша, ніж у пса. Є еректильна грива на шиї і верхній частині плечей. Вуха великі та прямі, череп подовжений, зіниці очей круглі.

## Поведінка
В основному нічний і сутінковий. Було висловлено припущення, що помітно довгі ноги є адаптацією до швидкого бігу або для руху через болота, але дійсна функція, ймовірно — дозволяти бачити над високою травою. Chrysocyon не особливо швидкі і в цілому він підкрадається і накидається, як лисиця. Його всеїдний раціон включає гризунів, інших дрібних ссавців, птахів, рептилій, комах, їсть банани, гуаву та іншу рослину з роду паслін Solanum lycocarpum. Останнє, мабуть, допомагає гривастим вовкам позбавлятися від круглого  черв'яка свайнік-велетень (Dioctophyme renale), який паразитує в нирках. Їсть також коріння й бульби різних рослин. Принагідно гривастий вовк нападає на свійську птицю; зрідка може понести новонароджене ягня або порося. На людей гривасті вовки не нападають. Вид моногамний, пов'язана пара захищає територію в середньому 27 км², однак, більшість діяльності виконується поодинці. Бранці іноді можуть бути разом без видимої боротьби, хоча, як правило, в початковий період ведуться бойові дії й потім створюється ієрархічне домінування.

## Життєвий цикл
Гривасті вовки моногамні, хоча самці та самиці живуть окремо, за винятком періоду розмноження. Пологи в неволі відбувалися в липні й серпні в Південній Америці і в січні та лютому в Північній півкулі. Вагітність триває 62—66 днів, народжується два—чотири малюка. Новонароджені важать близько 350 грамів, очі відкриваються через 8 або 9 днів, деяку виплюнуту їжу молодь приймає на 4 тижні, відлучення від молока відбувається з 15 тижня. Одна особина у неволі жила 15 років і 8 місяців.

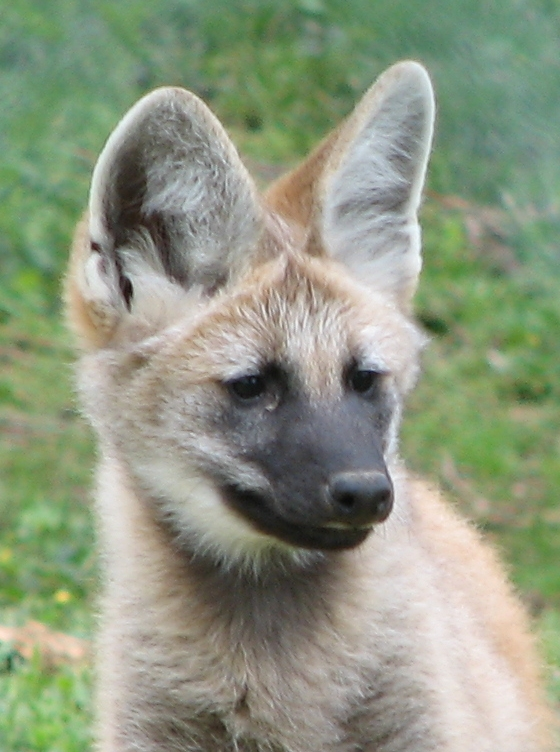
Цуценя гривастого вовка

## Генетика
Диплоїдне число, 2n=38 хромосом, фундаментальне число, FN=110. Каріотип охоплює 36 метацентричних і субметацентричних і 38 аутоцентричних аутосом. X-хромосома не була ідентифікована.
Філогенетичні дослідження показали, що сестринським до роду Chrysocyon є рід Dusicyon

## Загрози та охорона
Найсерйознішу загрозу для гривастого вовка представляє різке скорочення місць проживання, особливо у зв'язку з перетворенням їх на сільськогосподарські угіддя. Іншими загрозами є фрагментація місць проживання, що спричинює до ізоляції субпопуляцій, автомобільні дороги, так як водії часто не дотримуються режиму швидкості. Проживаючи близько до міста гривасті вовки часто мають проблеми з домашніми собаками. Ці собаки можуть переслідувати і вбити гривастого вовка, а також може бути серйозним джерелом захворювання і конкурувати за їжу. Охороняються законом у багатьох частинах ареалу, але виконання закону часто є проблематичним. Зустрічається в багатьох охоронних районах в Аргентині, Болівії, Бразилії, Парагваю й, можливо, Перу.

## У культурі
Гривастий вовк рідко викликає антипатію у людей у місцях, де він живе, тому його використовували як прапоровий вид для збереження бразильського серрадо. Він зображений на банкноті номіналом 200 реалів, випущеній у вересні 2020 року. Він також був зображений на монеті в 100 крузейро реалів, яка ходила в Бразилії між 1993 і 1994 роками.